# Vilhelm C. Theill
Vilhelm Christoph Johannes Theill (også skrevet Christof/Christoffer og Thejll, født 24. maj 1823 i Svendborg, død 2. november 1878) var en dansk branddirektør og politiker.
Theill var søn af branddirektør C.A. Theill. Branddirektør var en statslig embedsmand som skulle sikre at lovgivning til sikring mod brand blev overholdt. Han blev fuldmægtig hos sin far samt hospitalsforstander i Svendborg. Theill blev konstitueret branddirektør i Ramsø og Tune Herreder med bopæl i Havdrup i 1854 og branddirektør i Smørum og Sokkelund Herreder med bopæl på Frederiksberg i 1857.
Han var medlem af Folketinget valgt i Svendborg Amts 2. valgkreds (Kværndrupkredsen) fra 27. maj 1853 til 1. december 1854. Kredsens forrige folketingsmand, Jens Jensen-Trunderup, stillede ikke op ved valget i maj 1853, men da Jensen stillede op igen 1854, genopstillede Theill ikke. Theill tilsluttede sig Bondevennerne.
Theill blev udnævnt til kammerråd i 1859 og justitsråd i 1878.
Han var far til arkitekt Andreas Thejll.